# Ophelosia crawfordi
Ophelosia crawfordi är en stekelart som beskrevs av Riley 1890. Ophelosia crawfordi ingår i släktet Ophelosia och familjen puppglanssteklar. Inga underarter finns listade i Catalogue of Life.